# С-265
С-265 (в составе ВМС Польши — ORP Orzeł (292)) — советская и польская подводная лодка проекта 613.

## История
Строительство подлодки началось в 1954 году: 16 июля С-295 была зачислена в списки кораблей ВМФ СССР, а закладка состоялась 27 июля на заводе «Красное Сормово» в Горьком. Спуск на воду состоялся 30 ноября того же года.
Весной 1955 года подлодка по внутренним водным путям была отбуксирована в Ленинград, чтобы пройти приёмо-сдаточные испытания. Они проходили с 16 июня по 30 июля. В последний день испытаний лодка официально вступила в строй, 10 августа вошла в состав 4-й флотилии ВМФ, а 24 декабря — и в состав Краснознамённого Балтийского флота.
С 15 сентября 1961 года по 15 декабря 1962 года прошла ремонт с модернизацией (замена установки 2М-8 на СМ-24-ЗиФ). В 1963 году была передана ВМС Польши, получив 29 декабря 1963 года имя «ORP Orzeł» с тактическим номером 292 и войдя в состав ВМС Польши 30 декабря.
30 декабря 1983 после 21 года службы подлодка была исключена из состава ВМС Польши и пущена на слом.